# Dovjanka, Domanivka
Dovjanka (în ucraineană Довжанка) este un sat în comuna Marînivka din raionul Domanivka, regiunea Mîkolaiiv, Ucraina.

## Demografie
Componența lingvistică a localității Dovjanka
     Ucraineană (88,55%)
     Rusă (5,34%)
     Română (5,34%)
Conform recensământului din 2001, majoritatea populației localității Dovjanka era vorbitoare de ucraineană (88,55%), existând în minoritate și vorbitori de rusă (5,34%) și română (5,34%).